# Fernando León de Aranoa
Fernando León de Aranoa (Madrid, 1968. május 26. –) többszörös Goya-díjas spanyol filmrendező, forgatókönyvíró.
Pályafutását forgatókönyvek írásával kezdte. 1996-ban debütált rendezőként Család című filmjével, mellyel Goya-díjat nyert legjobb új rendező kategóriában. A későbbiekben három további alkalommal nyerte meg a legjobb rendező díját – Barrio – Külvárosi utcák (1998), Napfényes hétfők (2002), és A jó főnök (2021) – ezzel Pedro Almodóvar mellett a kategória csúcstartójának számítva.
2017-ben az Escobar című életrajzi film rendezője és forgatókönyvírója volt.

## Filmográfia
| Év   | Magyar cím               | Eredeti cím                 | Feladatkör | Feladatkör | Feladatkör |
| Év   | Magyar cím               | Eredeti cím                 | Rendező    | Író        | Producer   |
| ---- | ------------------------ | --------------------------- | ---------- | ---------- | ---------- |
| 1994 |                          | ¡Por fin solos!             | Nem        | Igen       | Nem        |
| 1995 |                          | Los hombres siempre mienten | Nem        | Igen       | Nem        |
| 1995 |                          | Sirenas (rövidfilm)         | Igen       | Igen       | Nem        |
| 1996 | Család                   | Familia                     | Igen       | Igen       | Nem        |
| 1997 | Bolond szív              | Corazón loco                | Nem        | Sztori     | Nem        |
| 1998 |                          | Insomnio                    | Nem        | Igen       | Nem        |
| 1998 | Latinos praktikák        | Cha-cha-chá                 | Nem        | Igen       | Nem        |
| 1998 | Barrio – Külvárosi utcák | Barrio                      | Igen       | Igen       | Nem        |
| 2000 | Élni tudni kell          | La gran vida                | Nem        | Igen       | Nem        |
| 2001 |                          | Fausto 5.0                  | Nem        | Igen       | Nem        |
| 2002 | Napfényes hétfők         | Los lunes al sol            | Igen       | Igen       | Nem        |
| 2005 | Utcalányok               | Princesas                   | Igen       | Igen       | Igen       |
| 2010 |                          | Amador                      | Igen       | Igen       | Igen       |
| 2015 | Egy tökéletes nap        | A Perfect Day               | Igen       | Igen       | Igen       |
| 2017 | Escobar                  | Escobar                     | Igen       | Igen       | Nem        |
| 2021 | A jó főnök               | El buen patrón              | Igen       | Igen       | Igen       |

Dokumentumfilm
| Év   | Cím                                       | Feladatkör | Feladatkör | Feladatkör |
| Év   | Cím                                       | Rendező    | Író        | Producer   |
| ---- | ----------------------------------------- | ---------- | ---------- | ---------- |
| 2000 | La espalda del mundo                      | Nem        | Igen       | Nem        |
| 2001 | Caminantes                                | Igen       | Igen       | Nem        |
| 2002 | La guerrilla de la memoria                | Nem        | Igen       | Nem        |
| 2007 | Invisibles (Buenas noches, Ouma szegmens) | Igen       | Igen       | Nem        |
| 2016 | Política, manual de instrucciones         | Igen       | Igen       | Igen       |
| 2022 | Sintiéndolo mucho                         | Igen       | Igen       | Igen       |

## Fontosabb díjak és jelölések

### Goya-díj
| Év   | Jelölt mű                | Kategória                     | Eredmény | Ref.   |
| ---- | ------------------------ | ----------------------------- | -------- | ------ |
| 1998 | Család                   | legjobb eredeti forgatókönyv  | Jelölve  | [ 5 ]  |
| 1998 | Család                   | legjobb új rendező            | Elnyerte | [ 5 ]  |
| 1999 | Barrio – Külvárosi utcák | legjobb rendező               | Elnyerte | [ 6 ]  |
| 1999 | Barrio – Külvárosi utcák | legjobb eredeti forgatókönyv  | Elnyerte | [ 6 ]  |
| 2002 | Napfényes hétfők         | legjobb rendező               | Elnyerte | [ 7 ]  |
| 2002 | Napfényes hétfők         | legjobb eredeti forgatókönyv  | Jelölve  | [ 7 ]  |
| 2006 | Utcalányok               | legjobb film                  | Jelölve  | [ 8 ]  |
| 2006 | Utcalányok               | legjobb eredeti forgatókönyv  | Jelölve  | [ 8 ]  |
| 2008 | Invisibles               | legjobb dokumentumfilm        | Elnyerte | [ 9 ]  |
| 2016 | Egy tökéletes nap        | legjobb film                  | Jelölve  | [ 10 ] |
| 2016 | Egy tökéletes nap        | legjobb rendező               | Jelölve  | [ 10 ] |
| 2016 | Egy tökéletes nap        | legjobb adaptált forgatókönyv | Elnyerte | [ 10 ] |
| 2022 | A jó főnök               | legjobb film                  | Elnyerte | [ 11 ] |
| 2022 | A jó főnök               | legjobb rendező               | Elnyerte | [ 11 ] |
| 2022 | A jó főnök               | legjobb eredeti forgatókönyv  | Elnyerte | [ 11 ] |
| 2023 | Sintiéndolo Mucho        | legjobb dokumentumfilm        | Jelölve  | [ 12 ] |

## Fordítás
- Ez a szócikk részben vagy egészben  a   Fernando León de Aranoa című angol Wikipédia-szócikk ezen változatának fordításán alapul.  Az eredeti cikk szerkesztőit annak laptörténete sorolja fel. Ez a jelzés csupán a megfogalmazás eredetét és a szerzői jogokat jelzi, nem szolgál a cikkben szereplő információk forrásmegjelöléseként.